# Kathleen Freeman
Kathleen Freeman (Chicago, Illinois, 1919. február 17. – 2001. augusztus 23.) amerikai színházi és filmszínésznő, szinkronszínész.
Öt évtizednél hosszabb karrierje során főként szobalányokat, titkárnőket, tanárnőket, nővéreket, vagy minden lében kanál szomszédokat alakított, legtöbbször komikus felhanggal. A filmvásznon tizenegy alkalommal szerepelt Jerry Lewis filmjeiben az ötvenes-hatvanas években, de ismert még a Blues Brothers és a Csupasz pisztoly 33 1/3 című filmekből is.

## Élete
1919-ben született Chicagóban. Karrierjét gyerekként kezdte, amikor is táncolt szülei vaudeville produkcióiban. Egy rövid ideig zeneművészetet tanult a los angelesi Kaliforniai Egyetemen, majd főállűsú színész lett, eleinte csak a színpadon, majd 1948-tól a filmvásznon is. 1946-ban alapító tagja volt a hollywoodi El Centro Theatre-nek. Demokrata párti volt, aki az 1952-es kampányban Adlai Stevenson elnökké választása mellett kampányolt.
Először 1947-ben jelent meg mozifilmben egy igen rövid szerep erejéig a "Wild Harvest" című filmben. Az 1950-es években a Metro-Goldwyn-Mayer szerződéses színésze volt egy rövid ideig, amikor többnyire olyan mellékszerepekben játszott, amik még a stáblistára sem kerültek fel. Így játszott például az 1952-es "Ének az esőben" című filmben is.
1954-től, a "3 Ring Circus" című filmtől kezdve keltette fel Jerry Lewis figyelmét, aki ezután 11 filmjében szerepeltette őt partnereként. Ezek közül a legismertebbek a "Szabálytalan szabályos", a "Szerencsétlen flótás", és a "Dilidoki". Utóbbi film harminc évvel későbbi feldolgozásának folytatásában, a "Bölcsek kövére 2. – A Klump család" című filmben is játszott egy kisebb szerepet.
Szerepelt még a "The Missouri Traveler"-ben, az 1958-as "A légy" című horrorfilmben, a "Támogasd a seriffed!" című western-paródiában, és folytatásában, a "Hurrá, van bérgyilkosunk"-ban. Számtalan vígjátékban szerepelt az 1980-as és az 1990-es években. Ő játszotta mindkét Blues Brothers filmben Stigmata nővér szerepét, de játszott a „Vérbeli hajsza”, a „Behálózva”, és a „Szörnyecskék 2” című filmekben is. Utolsó nagyobb ilyen szerepe a Csupasz pisztoly 33 1/3 című filmben volt.

### Televíziós szerepek
Miközben színészetet tanított Los Angelesben, rendszeresen felbukkant a tévében is. 1958-59-ben a „Buckskin” című, gyerekeknek szóló műsorban szerepelt először. Élete során visszatérő szereplője volt különféle szituációs komédiáknak, mint például a „The Bob Cummings Show”, a „Topper”, a „The Donna Reed Show”, a „The Lucy Show”, a „Hogan’s Heroes”, vagy a „Lotsa Luck”.
Néhány epizódban szerepelt a „Wagon Train”, a „The Sandy Duncan Show”, a „Jeannie, a háziszellem”, az „It’s About Time”" című sorozatokban, továbbá az „Egy rém rendes család” című sorozatban ő volt Peggy Bundy soha nem mutatott anyjának hangja.
Élete utolsó éveiben a "Ginger naplója" című rajzfilmsorozatban szinkronizált, emellett a "Shrek" első részében volt egy kisebb szerepe, valamint felbukkant a "Becker" című sorozatban. Színpadon is játszott a "The Full Monty" című musicalben, amiért Tony-díjra jelölték.

### Halála
Betegsége miatt nem tudott tovább szerepelni a "The Full Monty"-ban. Távozása után alig öt nappal hunyt el tüdőrákban, 82 évesen. Utolsó szinkronszerepe a Ginger naplójában volt, ahol karaktere, egy tanárnő nyugdíjba készült menni, diákjai pedig vissza akarták őt hívni, hogy tanítsa őket tovább. Eredetileg úgy volt megírva a forgatókönyv, hogy vissza is tér, de Freeman az epizód készítése közben meghalt, így módosították, és az általa játszott karakter is meghalt. Az epizódot Kathleen Freeman emlékére ajánlották.
Sosem ment férjhez és nem szült gyermekeket sem. Egyes brit források szerint élettársa volt Helen Ramsey személyében, de ezt amerikai források nem szerepeltetik.

## Filmjei
| Év   | Cím                                      | Szerep                            | Magyar hang                                             |
| ---- | ---------------------------------------- | --------------------------------- | ------------------------------------------------------- |
| 1948 | A meztelen város                         | lány a magasvasúton               |                                                         |
| 1948 | Casbah                                   | amerikai nő                       |                                                         |
| 1948 | The Saxon Charm                          | nővér                             |                                                         |
| 1948 | Behind Locked Doors                      | nővér                             |                                                         |
| 1949 | Mr. Belvedere Goes to College            | Gwendolyn                         |                                                         |
| 1949 | Annie Was a Wonder                       | Annie Swenson                     |                                                         |
| 1949 | The Story of Molly X                     | Seamstress Con                    |                                                         |
| 1950 | No Man of Her Own                        | Clara Larrimore                   |                                                         |
| 1950 | The Secret Fury                          | esküdtszéki tag                   |                                                         |
| 1950 | House by the River                       | Effie Ferguson                    |                                                         |
| 1950 | The Reformer and the Redhead             | Lily Rayton Parker                |                                                         |
| 1950 | Once a Thief                             | Phoebe                            |                                                         |
| 1950 | Lonely Heart Bandits                     | Bertha Martin                     |                                                         |
| 1950 | A saját élete                            | Switchboard Operator              |                                                         |
| 1950 | The Second Face                          | Shirley                           |                                                         |
| 1951 | The Company She Keeps                    | Jessie                            |                                                         |
| 1951 | Cry Danger                               | második cigarettaárus             |                                                         |
| 1951 | Cause for Alarm!                         | nő                                |                                                         |
| 1951 | Egy hely a nap alatt                     | gyári munkás, szemtanú            |                                                         |
| 1951 | Appointment with Danger                  | apáca                             |                                                         |
| 1951 | Strictly Dishonorable                    | Silent Movie Organist             |                                                         |
| 1951 | Behave Yourself!                         | Pet Shop Proprietor's Wife        |                                                         |
| 1951 | Come Fill the Cup                        | Lil                               |                                                         |
| 1951 | Let's Make It Legal                      | riporter                          |                                                         |
| 1951 | The Wild Blue Yonder                     | Baxter nővér                      |                                                         |
| 1952 | A földkerekség legnagyobb showja         | néző                              |                                                         |
| 1952 | Love Is Better Than Ever                 | Mrs. Kahrney                      |                                                         |
| 1952 | Ének az esőben                           | Phoebe Dinsmore                   | Némedi Mari                                             |
| 1952 | Talk About a Stranger                    | Rosa                              |                                                         |
| 1952 | Kid Monk Baroni                          | Maria Baroni                      |                                                         |
| 1952 | Skirts Ahoy!                             | Sarcastic Seamstress              |                                                         |
| 1952 | Wait 'til the Sun Shines, Nellie         | szobalány                         |                                                         |
| 1952 | O. Henry's Full House                    | Mrs. Dorset                       |                                                         |
| 1952 | Gyanús dolog                             | Mrs. Brannigan                    |                                                         |
| 1952 | Zenda foglya                             | Gertrud Holf                      |                                                         |
| 1952 | A rossz és a szép                        | Miss March                        |                                                         |
| 1953 | The Magnetic Monster                     | Nelly                             |                                                         |
| 1953 | She's Back on Broadway                   | Annie                             |                                                         |
| 1953 | Confidentially Connie                    | az ikrek anyja                    |                                                         |
| 1953 | Üvegfal                                  | Zelda                             |                                                         |
| 1953 | A Perilous Journey                       | Leah                              |                                                         |
| 1953 | Álmaim asszonya                          | szobalány                         |                                                         |
| 1953 | The Affairs of Dobie Gillis              | 'Happy Stella' Kowalski           |                                                         |
| 1953 | Half a Hero                              | Welcomer                          |                                                         |
| 1953 | The Glass Web                            | Mrs. O'Halloran                   |                                                         |
| 1954 | Battle of Rogue River                    | Sis Pringle                       |                                                         |
| 1954 | Cowboy az aranyásók között               | Grits                             |                                                         |
| 1954 | Athena                                   | Miss Seely                        |                                                         |
| 1954 | 3 Ring Circus                            | Custard-Pie Gag Victim            |                                                         |
| 1955 | The Seven Year Itch                      | nő a vegetáriánus étteremben      |                                                         |
| 1955 | Művészpánik                              | Mrs. Muldoon                      | Némedi Mari                                             |
| 1957 | The Midnight Story                       | Rosa Cuneo                        |                                                         |
| 1957 | Pawnee                                   | Mrs. Carter                       |                                                         |
| 1957 | Kiss Them for Me                         | Wilinski nővér                    |                                                         |
| 1958 | The Missouri Traveller                   | Serena Poole                      |                                                         |
| 1958 | Too Much, Too Soon                       | Miss Magruder                     |                                                         |
| 1958 | A légy                                   | Emma                              |                                                         |
| 1958 | Magányos apuka megosztaná                | mosodai pletykafészek             |                                                         |
| 1958 | A kalóz                                  | Tina                              |                                                         |
| 1960 | Irány Alaszka!                           | Lena Nordquist                    |                                                         |
| 1961 | Madison Avenue                           | Miss Thelma Haley                 |                                                         |
| 1961 | A nők kedvence                           | Katie                             | Andresz Kati                                            |
| 1961 | Szerencsétlen flótás                     | Mrs. Helen Paramutual / Mrs. T.P. |                                                         |
| 1962 | Wild Harvest                             | Goldie                            |                                                         |
| 1963 | Dilidoki                                 | Millie Lemmon                     | Némedi Mari                                             |
| 1963 | Who's Minding the Store?                 | Mrs. Glucksman                    |                                                         |
| 1964 | Mail Order Bride                         | Sue nővér                         |                                                         |
| 1964 | The Patsy                                | Katie                             |                                                         |
| 1964 | Szabálytalan szabályos                   | Maggie Higgins                    | Győri Ilona                                             |
| 1965 | Útban van a baj                          | Agatha Moore                      |                                                         |
| 1965 | That Funny Feeling                       | nő a telefonfülkében              |                                                         |
| 1965 | Marriage on the Rocks                    | Miss Blight                       |                                                         |
| 1966 | Hárman egy díványon                      | Murphy                            | Pécsi Ildikó                                            |
| 1967 | The Big Mouth                            | kis idős hölgy                    |                                                         |
| 1967 | A játéknak vége                          | első polgár                       |                                                         |
| 1968 | The Helicopter Spies                     | Mom                               |                                                         |
| 1969 | Támogasd a seriffed!                     | Mrs. Danvers                      |                                                         |
| 1969 | Hook, Line & Sinker                      | Mrs. Hardtack                     |                                                         |
| 1969 | A törvény éber őre                       | Mary Elizabeth                    |                                                         |
| 1969 | Jó fiúk, rossz fiúk                      | Mrs. Stone                        |                                                         |
| 1970 | A pap, a kurtizán és a magányos hős      | Mrs. Jensen                       |                                                         |
| 1970 | Myra Breckinridge                        | Bobby Dean Loner                  |                                                         |
| 1970 | Which Way to the Front?                  | Bland anyja                       |                                                         |
| 1971 | Hurrá, van bérgyilkosunk!                | Mrs. Perkins                      |                                                         |
| 1971 | Head On                                  | Nadine                            |                                                         |
| 1972 | Stand Up and Be Counted                  | Sarah                             |                                                         |
| 1972 | Where Does It Hurt?                      | Mrs. Mazzini                      |                                                         |
| 1972 | The Unholy Rollers                       | Karen anyja                       |                                                         |
| 1973 | Your Three Minutes Are Up                | Mrs. Wilk                         |                                                         |
| 1974 | So Evil, My Sister                       | Hilda                             |                                                         |
| 1975 | A világ legerősebb embere                | Hurley őrmester                   | Martin Márta                                            |
| 1978 | Az öldöklő viking                        | idős indián                       |                                                         |
| 1980 | Blues Brothers                           | Mary Stigmata nővér               | Pásztor Erzsi (1. szinkron) Halász Aranka (2. szinkron) |
| 1981 | Heartbeeps                               | helikopterpilóta                  |                                                         |
| 1986 | Most kapd el, Jack!                      | Rosie                             |                                                         |
| 1986 | Inside Out                               | anya                              |                                                         |
| 1986 | Bikini Shop                              | Loraine Bender                    |                                                         |
| 1987 | A nősülés örömei                         | Beulah Marver                     | Pásztor Erzsi                                           |
| 1987 | Behálózva                                | Enid Borden                       | Hacser Józsa                                            |
| 1987 | Vérbeli hajsza                           | nő az álomban                     | Némedi Mari                                             |
| 1987 | Az ifjú farkasember 2.                   | jegyszedő                         |                                                         |
| 1988 | A legutolsó cserkész                     | Grunskis anyja                    |                                                         |
| 1989 | Az ég is tévedhet                        | Mrs. Handy                        |                                                         |
| 1989 | Kis Némó Álomországban                   | tánctanár                         |                                                         |
| 1989 | The Princess and the Dwarf               |                                   |                                                         |
| 1989 | Hollywood Chaos                          |                                   |                                                         |
| 1990 | Szörnyecskék 2. - Az új falka            | Microwave Marge                   | Tábori Nóra                                             |
| 1990 | The Willies                              | Miss Titmarsh                     |                                                         |
| 1991 | Joey Takes a Cab                         | Lola                              |                                                         |
| 1991 | Az agyamra mész                          | Gritzi                            |                                                         |
| 1992 | FernGully: Az utolsó esőerdő             | Elder #1                          |                                                         |
| 1993 | Kerge Kelly                              | Mrs. Delance                      | Győri Ilona                                             |
| 1993 | Hókusz pókusz                            | Miss Olin                         | Czigány Judit                                           |
| 1994 | Csupasz pisztoly 33 1/3                  | Muriel                            | Tábori Nóra                                             |
| 1996 | Amit a csajokról tudni kell              | Rhonda nagyanyja                  | Czigány Judit (1. szinkron) Halász Aranka (2. szinkron) |
| 1996 | Candysack                                | idős Marilyn Monroe-imperszonátor |                                                         |
| 1996 | Idegroncsderbi                           | Franklin anyja                    |                                                         |
| 1997 | Herkules                                 | nagydarab nő                      | Némedi Mari                                             |
| 1998 | Blues Brothers 2000                      | Mary Stigmata nővér               | Pásztor Erzsi                                           |
| 1998 | Richie Rich 2. - A rosszcsont karácsonya | Miss Peabody                      |                                                         |
| 1998 | Látástól Mikulásig                       | Tom Tom Girl Gloria               |                                                         |
| 1999 | Minizsenik                               | Lenny szomszédja                  |                                                         |
| 1999 | Csajos hetes                             | Ms. Hargrove                      |                                                         |
| 2000 | Ha szorít a szorító                      | Jane King                         |                                                         |
| 2000 | Bölcsek kövére 2. - A Klump család       | Denise szomszédja                 | Gyimesi Pálma                                           |
| 2001 | Kismocsok                                | Joe Dirt mostohaanyja             | Bókai Mária                                             |
| 2001 | Shrek                                    | idős nő                           | Bókai Mária                                             |

### Televíziós szerepek
| Év        | Cím                                      | Szerep                                                 |
| --------- | ---------------------------------------- | ------------------------------------------------------ |
| 1950-1954 | Fireside Theatre                         | Mrs. Chernowitz                                        |
| 1952      | Dragnet                                  |                                                        |
| 1952      | Big Town                                 |                                                        |
| 1952      | I Married Joan                           | vásárló a ruhaboltban                                  |
| 1952      | Our Miss Brooks                          | Miss Atterberry                                        |
| 1952      | Schlitz Playhouse                        | Ripplehissian Gang                                     |
| 1953      | Cavalcade of America                     |                                                        |
| 1953      | I Married Joan                           | Betty                                                  |
| 1953-1954 | Topper                                   | Katie                                                  |
| 1953      | The Loretta Young Show                   | Freida Foss                                            |
| 1954      | Mr. & Mrs. North                         | Mary Farrell                                           |
| 1954-1956 | The Loretta Young Show                   | Jessie                                                 |
| 1954-1955 | Mayor of the Town                        | Marilyn "Marilly"                                      |
| 1955      | Lux Video Theatre                        | Connie                                                 |
| 1955      | The George Burns and Gracie Allen Show   | Helga                                                  |
| 1955-1956 | Matinee Theatre                          | Village Shopkeeper                                     |
| 1955-1958 | The Bob Cummings Show                    | Bertha Krause                                          |
| 1956      | Father Knows Best                        | Fussy Woman                                            |
| 1956      | It's Always Jan                          | Mrs. Johnson                                           |
| 1956      | Warner Bros. Presents                    |                                                        |
| 1956      | The Loretta Young Show                   | Phemie                                                 |
| 1958      | December Bride                           | Marie                                                  |
| 1958      | Tombstone Territory                      | Hannah Woolsey                                         |
| 1958      | Lassie                                   | Mrs. Graff                                             |
| 1959      | Wagon Train                              | Sairy Hogg                                             |
| 1959-1962 | General Electric Theatre                 | Girdle Woman                                           |
| 1959-1963 | 77 Sunset Strip                          | Hannah Wells / Mrs. Ryan / WAF Secretary / Mrs. Holmes |
| 1959-1964 | The Donna Reed Show                      | Mrs. Celia Wilgus                                      |
| 1959      | Lux Playhouse                            | Emma                                                   |
| 1960      | Hawaiian Eye                             | Opal Jensen                                            |
| 1960      | Bourbon Street Beat                      | Elsie                                                  |
| 1960-1961 | Bachelor Father                          | Hilda                                                  |
| 1960      | The Many Loves of Dobie Gillis           | Mrs. Metzger                                           |
| 1960      | The Case of the Dangerous Robin          |                                                        |
| 1961      | Guestward Ho!                            | Mrs. Laughing Water                                    |
| 1962-1971 | The Beverly Hillbillies                  | Mabel Johnson / Agnes / Flo Shaffer                    |
| 1962      | Margie                                   | Mrs. Botts                                             |
| 1962      | The Detectives                           | Betty                                                  |
| 1962      | Rawhide                                  | Mrs. Beamish                                           |
| 1962      | Laramie                                  | Edna Holtzhoff                                         |
| 1962      | The Dick Powell Theatre                  |                                                        |
| 1962      | 87th Precinct                            | Miss Wilson                                            |
| 1963      | Arrest and Trial                         | Mrs. Hinch                                             |
| 1964-1965 | The Dick Van Dyke Show                   | Mrs. Campbell                                          |
| 1965      | Alfred Hitchcock Hour                    | Angela Morrow                                          |
| 1966-1971 | Hogan's Heroes                           | Gertrude Linkmeyer                                     |
| 1967-1968 | Jeannie, a háziszellem                   | Maw / Sally                                            |
| 1967-1970 | Bonanza                                  | Miss Hibbs / Ma Brinker                                |
| 1968-1969 | Gomer Pyle, U.S.M.C.                     | Alice Whipple                                          |
| 1969      | The Bill Cosby Show                      | Eloise Parker                                          |
| 1973      | The Mod Squad                            | Martha                                                 |
| 1973-1974 | Lotsa Luck                               | Iris Belmont                                           |
| 1975      | The Daughters of Joshua Cabe Return      | Essie                                                  |
| 1975      | Kolchak: The Night Stalker               | Bella Sarkof                                           |
| 1976      | Father O Father                          | háziasszony                                            |
| 1977      | Kojak                                    | Ma Wonderly                                            |
| 1977      | ABC Weekend Special                      | Mrs. Stetson                                           |
| 1978      | Police Woman                             | Landlady                                               |
| 1980      | CHiPs                                    | Outraged Lady                                          |
| 1983      | Sutter's Bay                             |                                                        |
| 1985      | AfterMASH                                | Mrs. Poulos                                            |
| 1985      | Snorks                                   | további hang                                           |
| 1985      | Simon & Simon                            | Felix's Customer                                       |
| 1986      | My Sister Sam                            | Mrs. Pink                                              |
| 1987      | Hunter                                   | Ann Ridley                                             |
| 1987      | Mama's Family                            | Big Joan McCall                                        |
| 1987      | She's the Sheriff                        | Bessie                                                 |
| 1988      | Bring Me the Head of Dobie Gillis        | Marie                                                  |
| 1988-1990 | Growing Pains                            | Madge, Marge, Estelle, Sophie                          |
| 1988-1990 | The Hogan Family                         | Mother Poole                                           |
| 1988      | The Facts of Life                        | Noreen Grisbee                                         |
| 1988      | The Canterbury Ghost                     | Mrs. Umney (voice)                                     |
| 1988      | Glitz                                    | Mrs. Magyk                                             |
| 1988      | Simon & Simon                            | Stella Brunansky                                       |
| 1988      | Murphy Brown                             | Mrs. Caldwell                                          |
| 1988      | ALF                                      | Betty Susla                                            |
| 1989      | L.A. Law                                 | Joan Ackerman                                          |
| 1989-1990 | Kacsamesék                               | Egyszeregy asszonyság                                  |
| 1989      | TV 101                                   | Landlady                                               |
| 1989      | The Magical World of Disney              | Egyszeregy asszonyság                                  |
| 1989-1990 | Head of the Class                        | Nurse                                                  |
| 1989      | Generations                              | Mrs. Brezinski                                         |
| 1989      | Mr. Belvedere                            | Woman                                                  |
| 1989      | Christine Cromwell                       | Kathryn                                                |
| 1990      | Csipet csapat                            | Ma                                                     |
| 1990      | A Family for Joe                         | Mrs. Lee                                               |
| 1990      | Sydney                                   | Louisa                                                 |
| 1990      | Őreglányok                               | Mother Superior                                        |
| 1991      | The Munsters Today                       | nagymama                                               |
| 1991      | Sons and Daughters                       | Debbie                                                 |
| 1991      | Űrapu                                    | Miss Ogilvy                                            |
| 1991      | Mesék a kriptából                        | Mrs. Parker                                            |
| 1991      | Beverly Hills 90210                      | boltos                                                 |
| 1991      | Matlock                                  | Lucy Lewis                                             |
| 1991      | MacGyver                                 | Rose Magruta                                           |
| 1992      | Major Dad                                | Edna                                                   |
| 1992      | Martin                                   | boltosnő                                               |
| 1992      | Doogie Howser, M.D.                      | Mrs. Mickling                                          |
| 1993      | Chairman's Choice                        |                                                        |
| 1993-1994 | Phenom                                   | Maureen De La Rosa                                     |
| 1993      | Nurses                                   | Mary Alma                                              |
| 1994      | Herman's Head                            | Mrs. Debusher                                          |
| 1994      | Ötösfogat                                | Mona                                                   |
| 1995      | The Mommies                              | Rona                                                   |
| 1995      | A fejvadász                              | Felipe anyja                                           |
| 1995-1996 | Gargoyles                                | további hangok                                         |
| 1995      | Bless This Mess                          | Jimmy anyja                                            |
| 1995      | Egy rém rendes család                    | Peg anyja                                              |
| 1996      | Dave világa                              | pincérnő                                               |
| 1996      | Melrose Place                            | Madge                                                  |
| 1996      | Vagány Johnny                            | Mrs. Evans                                             |
| 1996      | Common Law                               | dán nő                                                 |
| 1996-1997 | Duckman: Private Dick/Family Man         | Nurse                                                  |
| 1996      | Roseanne                                 | Seaweed Attendant / Edna                               |
| 1996      | Vészhelyzet                              | Rhonda páciense                                        |
| 1997      | Coach                                    | Magda                                                  |
| 1998      | Boci és Pipi                             | Greta                                                  |
| 1998      | Night Man                                | Fern                                                   |
| 1998      | Házi barkács                             | Gwen                                                   |
| 1998      | Szerelemhajó                             | Maw-Maw Cranston                                       |
| 1998      | Spinédzserek                             | Pearl                                                  |
| 1999      | Caroline New Yorkban                     | Duffy nagyi                                            |
| 1999      | Fecsegő tipegők                          | Margaret                                               |
| 1999      | Arli$$                                   | Helen Krupp                                            |
| 1999-2000 | Detention                                | Eugenia P. Kisskillya                                  |
| 1999      | Providence                               | Miss Van Gundy                                         |
| 1999      | Segítség, felnőttünk                     | Mona                                                   |
| 2000      | Becker                                   | Edith / Evelyn                                         |
| 2000      | Drágám, a kölykök már megint összementek | szakács                                                |
| 2000-2003 | Ginger naplója                           | Mrs. Gordon                                            |
| 2000      | Batman of the Future                     | Ma Mayhem                                              |

### Videojátékok
| Év   | Cím                        | Szerep      |
| ---- | -------------------------- | ----------- |
| 1997 | The Curse of Monkey Island | Madame Xima |

## Fordítás
- Ez a szócikk részben vagy egészben  a   Kathleen Freeman című angol Wikipédia-szócikk ezen változatának fordításán alapul.  Az eredeti cikk szerkesztőit annak laptörténete sorolja fel. Ez a jelzés csupán a megfogalmazás eredetét és a szerzői jogokat jelzi, nem szolgál a cikkben szereplő információk forrásmegjelöléseként.